# Persécution des Tchèques dans l'État slovaque
 (septembre 2022).
La mise en forme du texte ne suit pas les recommandations de Wikipédia : il faut le « wikifier ».
Les points d'amélioration suivants sont les cas les plus fréquents. Le détail des points à revoir est peut-être précisé sur la page de discussion.
- Les titres sont pré-formatés par le logiciel. Ils ne sont ni en capitales, ni en gras.
- Le texte ne doit pas être écrit en capitales (les noms de famille non plus), ni en gras, ni en italique, ni en « petit »…
- Le gras n'est utilisé que pour surligner le titre de l'article dans l'introduction, une seule fois.
- L'italique est rarement utilisé : mots en langue étrangère, titres d'œuvres, noms de bateaux, etc.
- Les citations ne sont pas en italique mais en corps de texte normal. Elles sont entourées par des guillemets français : « et ».
- Les listes à puces sont à éviter, des paragraphes rédigés étant largement préférés. Les tableaux sont à réserver à la présentation de données structurées (résultats, etc.).
- Les appels de note de bas de page (petits chiffres en exposant, introduits par l'outil «  Source ») sont à placer entre la fin de phrase et le point final[comme ça].
- Les liens internes (vers d'autres articles de Wikipédia) sont à choisir avec parcimonie. Créez des liens vers des articles approfondissant le sujet. Les termes génériques sans rapport avec le sujet sont à éviter, ainsi que les répétitions de liens vers un même terme.
- Les liens externes sont à placer uniquement dans une section « Liens externes », à la fin de l'article. Ces liens sont à choisir avec parcimonie suivant les règles définies. Si un lien sert de source à l'article, son insertion dans le texte est à faire par les notes de bas de page.
- La présentation des références doit suivre les conventions bibliographiques. Il est recommandé d'utiliser les modèles {{Ouvrage}}, {{Chapitre}}, {{Article}}, {{Lien web}} et/ou {{Bibliographie}}. Le mode d'édition visuel peut mettre en forme automatiquement les références.
- Insérer une infobox (cadre d'informations à droite) n'est pas obligatoire pour parachever la mise en page.

Pour une aide détaillée, merci de consulter Aide:Wikification.
Si vous pensez que ces points ont été résolus, vous pouvez retirer ce bandeau et améliorer la mise en forme d'un autre article.
La persécution des Tchèques s'est produite tout au long de l'existence de l'État slovaque (1939-1945).

## Histoire
Avant de prendre le pouvoir, le Parti populaire slovaque (HSĽS) était connu pour sa rhétorique anti-tchèque. De nombreux politiciens du HSĽS croyaient que la langue et la culture tchèques menaçaient l'identité slovaque et n'aimaient pas le libéralisme tchèque autant qu'ils avaient détesté le libéralisme hongrois. Les tensions sont exacerbées par l'augmentation du nombre de Tchèques vivant dans le pays, de 7 468 avant la fondation de la Tchécoslovaquie en 1918 à 93 143 en 1938. En excluant l'armée, 21 541 Tchèques travaillaient pour le gouvernement et 36 000 autres dans le secteur privé. Ils avaient été amenés en raison du manque d'intelligentsia indigène en Slovaquie à l'époque, mais sont progressivement devenus considérés comme une concurrence indésirable.
À partir du moment où le HSĽS a déclaré son autonomie en 1938 et établi un régime autoritaire, le parti a dénoncé les Tchèques comme « ennemis et nuisibles » de la nation avec les Juifs. Certains des slogans anti-tchèques étaient : « Slovensko Slovákom » (la Slovaquie pour les Slovaques), « Von s Čechmi » (Dehors avec les Tchèques), « Česi peši do Prahy » (les Tchèques retournent à Prague), et "Česi peši do Prahy a to hneď" (les Tchèques rentrent tout de suite à Prague). Les attaques anti-tchèques de la garde Hlinka étaient si graves que le gouvernement est intervenu afin de préserver la réputation internationale de la Slovaquie. Initialement, le gouvernement HSĽS a débattu de la question de savoir si tous les Tchèques ou seulement les employés du gouvernement devaient être expulsés du pays. La persécution des Tchèques était également soutenue par d'autres partis slovaques, dont le Parti national slovaque et le Parti agraire. Le 10 décembre 1938, le gouvernement autonome slovaque a signé un accord avec le gouvernement tchécoslovaque pour le transfert de 9 000 fonctionnaires tchèques - pour la plupart sans contrat à durée indéterminée - hors de Slovaquie.
Après l'indépendance de la Slovaquie en mars 1939, le gouvernement ignore l'accord et licencie tous les fonctionnaires tchèques, à l'exception de ceux jugés indispensables. Le règlement 4003/1939 a ordonné la création d'une liste de "communistes, marxistes et tchèques" dans le nouveau pays. Les Tchèques ont subi des agressions physiques et de la discrimination ; beaucoup ont été licenciés de la fonction publique. Selon différentes estimations, 50 000 ont quitté la Slovaquie, ou 60 000 ont été déportés.  Dans de nombreux cas, les unités locales de la garde Hlinka ont expulsé des Tchèques vers la frontière de leur propre initiative et les ont volés. En raison des efforts du gouvernement pour garantir une majorité ethnique slovaque dans la capitale, le nombre de Tchèques à Bratislava a diminué de 16 000 entre les recensements de décembre 1938 et décembre 1940, soit en raison de l'émigration, soit de la manipulation.  La persécution s'est aggravée après le soulèvement national slovaque parce que les Tchèques étaient perçus comme sympathiques aux partisans. La discrimination a conduit à des protestations du gouvernement tchécoslovaque en exil.

## Lectures complémentaires
- (cs) Jan Rychlík, « K otázke postavenia českého obyvatel'stva na Slovensku v rokoch 1938–1945 », Historický časopis, vol. 37, no 3,‎ 1989, p. 403–24